# K-461 Volk
K-461 Volk je podmornica razreda Ščuka-B Ruske vojne mornarice. Njen gredelj je bil položen 14. novembra 1987, splavljena je bila 11. junija 1991, v uporabo pa je bila predana 29. decembra 1991 in postala je del 24. divizije podmornic Severne flote v Gadžijevem. 25. junija 1991 je bila poimenovana Volk.
Podmornica je opravila prvo bojno patruljiranje med novembrom 1993 in januarjem 1994. Drugo bojno patruljiranje je opravila med 5. decembrom 1995 in 20. februarjem 1996, ko je spremljala letalonosilko Admiral Kuznjecov na odpravi v Sredozemsko morje.
Leta 1998 je bila posadka Volka nameščena na podmornici Vepr in član posadke je doživel živčni zlom. 10. septembra 1998 tik pred polnočjo je 19-letni mornar Aleksandr Kuzminih pobegnil iz sobe, v kateri je bil kazensko pridržan. Svojega paznika je zabodel z dletom, nato ukradel puško AKS-74U in ubil pet kolegov, nato pa ugrabil še dva talca, ki jih je tekom pogajanj tudi ubil. Več kot 20 ur je tudi grozil, da bo razstrelil strelivo. Nato so ga med pogajanji ubili specialci FSB.
Od leta 2014 je na modernizaciji v ladjedelnici Zvjozdočka.